# Lac-Dufault
Lac-Dufault est le nom d'une ancienne municipalité de la région administrative de l'Abitibi-Témiscamingue à l'ouest du Québec, rattachée à Rouyn-Noranda depuis le 29 janvier 1997. Tout comme Granada, elle n'a pas obtenue le statut de quartier, contrairement à Beaudry.

## Géographie
Lac-Dufault est situé au nord du centre urbain de Rouyn-Noranda et fait partie de la deuxième couronne de la ville. Ce village est limité au sud par la ville de Rouyn-Noranda et au nord par le quartier de D'Alembert, sur la route 101. 
Cette localité compte un certain nombre de lacs dont le lac Dufault, très étendu et parsemé de nombreuses îles, d'où son nom primitif de 'Lake of Islands'. Ce dernier approvisionne en eau potable environ 75 % de la population de la MRC Rouyn-Noranda.

## Histoire
Excepté les Algonquins qui venaient y chasser l'été, le premier colon à s'installer est un travailleur forestier qui y construisit un camp de bois rond près du lac Dufault en 1933. Des pionniers s'y installent à compter de 1934 et un bureau de poste portant le nom de Lac-Dufault est ouvert en 1947. 
La municipalité de Lac-Dufault a été créée sur le plan administratif, à titre de municipalité de village, en 1980. Le 29 janvier 1997, Lac-Dufault est rattaché à la ville de Rouyn-Noranda.
À la suite des réorganisations municipales québécoises de 2002, l'ensemble des municipalités de la MRC de Rouyn-Noranda fusionnent en une seule.
En date du 1er janvier 2002, la ville de Rouyn-Noranda forme une municipalité régionale de comté.
Aujourd'hui la Ville de Rouyn-Noranda a le double statut de MRC et de municipalité locale,.

## Toponymie
Le toponyme 'Dufault' provient de Sergius Dufault, un ancien sous-ministre de la Colonisation, des Mines et des Pêcheries du Québec.
Ce toponyme a été attribué en 1916 au lac et à la rivière qui baignent les lieux.